# 矢村健
矢村 健（やむら けん、1997年6月9日 - ）は、東京都目黒区出身のプロサッカー選手。Jリーグ・藤枝MYFC所属。ポジションはフォワード（FW）。

## 来歴
横河武蔵野FCジュニアユースを経て市立船橋高校入学。
3年次の第94回全国高等学校サッカー選手権大会では優秀選手に選出された。
その後、新潟医療福祉大学へ進学。大学3年次に北信越大学サッカーリーグ1部で得点王となり、4年次には2年次から3年連続でMVPとベストイレブンを獲得した。
2018年9月、2020年からのアルビレックス新潟へ加入が内定し、同時にJFA・Jリーグ特別指定選手に認定された。翌2019年も特別指定選手に認定され、同年11月9日のJ2第40節・FC岐阜戦でJリーグデビューし、翌2020年11月4日のJ2第31節・モンテディオ山形戦でJリーグ初得点を記録した。
2021年4月21日、栃木SC戦では2試合連続ゴールを決める活躍を見せた。1得点目のオーバーヘッドシュートはJ2月間ベストゴールに選出された
。
2022年シーズン終了後、J1に昇格するアルビレックス新潟に戻る選択肢があったが、あえて自分を取り戻すという意味で、2023年、藤枝MYFCに期限付き移籍した。2024年、期限付き移籍が延長され引き続き藤枝でプレーした。月間ベストゴールを2回（7月、10月）受賞し、J2リーグアウォーズで10月のゴールがJ2リーグ最優秀ゴール賞に選ばれた。
2025年、アルビレックス新潟に復帰した。
2025年8月、藤枝MYFCに完全移籍で加入した。

## 所属クラブ
- ヴィトーリア目黒FC（目黒区立油面小学校[13]）
- 横河武蔵野FCジュニアユース（目黒区立目黒中央中学校[13]）
- 2013年 - 2015年 船橋市立船橋高等学校
- 2016年 - 2019年 新潟医療福祉大学
  - 2018年9月 - 2019年  アルビレックス新潟（特別指定選手）
- 2020年 - 2025年8月  アルビレックス新潟
  - 2023年 - 2024年  藤枝MYFC（期限付き移籍）
- 2025年8月 -  藤枝MYFC

## 個人成績
| 国内大会個人成績 | 国内大会個人成績 | 国内大会個人成績 | 国内大会個人成績 | 国内大会個人成績 | 国内大会個人成績 | 国内大会個人成績 | 国内大会個人成績 | 国内大会個人成績 | 国内大会個人成績 | 国内大会個人成績 | 国内大会個人成績 |
| 年度             | クラブ           | 背番号           | リーグ           | リーグ戦         | リーグ戦         | リーグ杯         | リーグ杯         | オープン杯       | オープン杯       | 期間通算         | 期間通算         |
| 年度             | クラブ           | 背番号           | リーグ           | 出場             | 得点             | 出場             | 得点             | 出場             | 得点             | 出場             | 得点             |
| 日本             | 日本             | 日本             | 日本             | リーグ戦         | リーグ戦         | リーグ杯         | リーグ杯         | 天皇杯           | 天皇杯           | 期間通算         | 期間通算         |
| ---------------- | ---------------- | ---------------- | ---------------- | ---------------- | ---------------- | ---------------- | ---------------- | ---------------- | ---------------- | ---------------- | ---------------- |
| 2016             | 新潟医福大       | 20               | -                | -                | -                | -                | -                | 1                | 0                | 1                | 0                |
| 2017             | 新潟医福大       | 7                | -                | -                | -                | -                | -                | 2                | 1                | 2                | 1                |
| 2018             | 新潟医福大       | 9                | -                | -                | -                | -                | -                | 1                | 0                | 1                | 0                |
| 2019             | 新潟医福大       | 9                | -                | -                | -                | -                | -                | 1                | 0                | 1                | 0                |
| 2019             | 新潟             | 39               | J2               | 1                | 0                | -                | -                | -                | -                | 1                | 0                |
| 2020             | 新潟             | 39               | J2               | 19               | 1                | -                | -                | -                | -                | 19               | 1                |
| 2021             | 新潟             | 39               | J2               | 15               | 3                | -                | -                | 2                | 2                | 17               | 5                |
| 2022             | 新潟             | 28               | J2               | 11               | 1                | -                | -                | 1                | 0                | 12               | 1                |
| 2023             | 藤枝             | 28               | J2               | 41               | 9                | -                | -                | 1                | 0                | 42               | 9                |
| 2024             | 藤枝             | 9                | J2               | 38               | 16               | 1                | 0                | 1                | 0                | 40               | 16               |
| 2025             | 新潟             | 9                | J1               | 23               | 4                | 3                | 0                | 2                | 0                | 28               | 4                |
| 2025             | 藤枝             | 9                | J2               |                  |                  | -                | -                | -                | -                |                  |                  |
| 通算             | 日本             | 日本             | J1               | 23               | 4                | 3                | 0                | 2                | 0                | 28               | 4                |
| 通算             | 日本             | 日本             | J2               | 125              | 30               | 1                | 0                | 5                | 2                | 131              | 32               |
| 通算             | 日本             | 日本             | 他               | -                | -                | -                | -                | 5                | 1                | 5                | 1                |
| 総通算           | 総通算           | 総通算           | 総通算           | 148              | 34               | 4                | 0                | 12               | 3                | 164              | 37               |

- 2018年、2019年は特別指定選手。2018年は特別指定選手としての出場は無し。

出場歴
- Jリーグ初出場 - 2019年11月9日 J2第40節 vsFC岐阜（デンカビッグスワンスタジアム）
- Jリーグ初得点 - 2020年11月4日 J2第31節 vsモンテディオ山形（NDソフトスタジアム山形）

## タイトル

### チーム
新潟医療福祉大学
- 北信越大学サッカーリーグ（2017年、2018年、2019年）

### 個人
- 全国高等学校サッカー選手権大会・優秀選手（2016年）
- 北信越大学サッカーリーグ・MVP（2017年、2018年、2019年）
- 北信越大学サッカーリーグ・ベストイレブン（2017年、2018年、2019年）
- 北信越大学サッカーリーグ・得点王（2018年）
- J2リーグ月間ベストゴール：3回（2021年4月、2024年7月、2024年10月）
- J2リーグ最優秀ゴール賞（2024年）